# HD 211073
HD 211073 è un sistema multiplo di stelle della costellazione della Lucertola, situata nella parte meridionale della costellazione.
Attualmente, al 2007, il sistema è composto da una stella doppia stretta costituita dalle componenti HD 211073 A - HD 211073 a, attorno alla quale ruotano le altre due componenti HD 211073 B e HD 211073 C. La componente principale è HD 211073 A, visibile ad occhio nudo.
Nella tabella che segue sono delineate le caratteristiche più salienti del sistema multiplo HD 211073:
- Nella colonna Componenti sono elencate le componenti note del sistema e i loro rapporti; a titolo di esempio Aa-B significa che i dati di quel rigo si riferiscono ai moti e alle distanze misurate fra le componenti HD 211073 A - HD 211073 a e la componente HD 211073 B.
- La colonna PMag riporta la magnitudine della prima componente del sistema in esame.
- La colonna SMag riporta la magnitudine della seconda componente del sistema in esame.
- La colonna Sep1 riporta la distanza che separa le due componenti in esame, espressa in secondi d'arco, misurazione effettuata alla data riportata nella colonna Anno1.
- La colonna Sep2 riporta la distanza che separa le due componenti in esame, espressa in secondi d'arco, misurazione effettuata alla data riportata nella colonna Anno2.
- La colonna PA1 riporta l'angolo di posizione fra le due stelle, espresso in gradi, misurazione effettuata alla data riportata nella colonna Anno1.
- La colonna PA2 riporta l'angolo di posizione fra le due stelle, espresso in gradi, misurazione effettuata alla data riportata nella colonna Anno2.
- La colonna Anno1 riporta la prima data in cui sono state effettuate queste misure posizionali.
- La colonna Anno2 riporta l'ultima data in cui sono state effettuate queste misure posizionali.
- La colonna classe spettrale riporta lo spettro cui appartiene la seconda componente del sistema in esame.
- Ascensione retta e declinazione forniscono la posizione del sistema in oggetto.

| Designazione | Componenti | PMag | SMag | Sep1 | Sep2 | PA1 | PA2 | Anno1 | Anno2 | Classe spettrale | Ascensione Retta | Declinazione |
| BNU          | Aa         | 4,6  |      | 0,1  | 0,2  | 53  | 144 | 1982  | 1983  | K3 III           | 22 13 52         | + 39 42 54   |
| MCA 70       | Ab         | 4,6  |      | 0,5  |      | 7   | 10  | 1980  | 1988  |                  | 22 13 52         | + 39 42 54   |
| HJ 1746      | Aa-B       | 4,6  | 10,6 | 27,2 | 28,4 | 179 | 184 | 1879  | 1927  |                  | 22 13 52         | + 39 42 54   |
| HJ 1746      | Aa-C       | 4,6  | 13,6 | 69,8 |      | 188 |     | 1904  |       |                  | 22 13 52         | + 39 42 54   |

## Fonti
- (EN) Cataloghi stellari, su alcyone.de. URL consultato il 13 gennaio 2008 (archiviato dall'url originale il 30 aprile 2016).
- Software astronomico Megastar 5.0